# ジェームズ空間
数学の函数解析学の分野において、ジェームズ空間（ジェームズくうかん、英: James' space）はバナッハ空間の理論の重要な一例で、一般的なバナッハ空間の構造に関する一般的な内容に対する反例を与えるものである。この空間は1950年にロバート・Ｃ・ジェームズの短い論文において初めて導入された。
ジェームズ空間は、その二重双対と等長同型であるが、回帰的でない空間の一例である。さらにジェームズ空間はシャウダー基底を持つが、無条件基底を持たない。

## 定義
{\displaystyle {\mathcal {P}}} を、すべての奇数長の整数の有限増加列の族とする。任意の実数列 {\displaystyle x=(x_{n})} および {\displaystyle p=(p_{1},p_{2},\ldots ,p_{2n+1})\in {\mathcal {P}}} に対し、次の量を定める：
{\displaystyle \|x\|_{p}:=\left(x_{p_{2n+1}}^{2}+\sum _{m=1}^{n}(x_{p_{2m-1}}-x_{p_{2m}})^{2}\right)^{1/2}.}
J と表記されるジェームズ空間は、{\displaystyle \sup\{\|x\|_{p}:p\in {\mathcal {P}}\}<\infty }を満たす数列空間 c0 のすべての元 x で定義され、ノルムは {\displaystyle \|x\|:=\sup\{\|x\|_{p}:p\in {\mathcal {P}}\}\ (x\in \mathbf {J} )} となる。

## 性質
以下にジェームズ空間のいくつかの性質について列挙する
- ジェームズ空間はバナッハ空間である。
- 標準基底 {en} は J に対する（条件）シャウダー基底（英語版）である。さらにこの基底は単調かつ縮小（shrinking）である。
- J は無条件基底を持たない。
- ジェームズ空間は回帰的ではない。標準埋め込みの下でのその二重双対への像は、余次元（英語版） 1 となる。
- ジェームズ空間はしかしその二重双対に対して等長同型となる。
- ジェームズ空間は、すべての閉無限次元部分空間が、ある無限次元回帰的部分空間を含む意味で、「ある種の回帰的空間（somewhat reflexive）」である。特に、すべての閉無限次元部分空間は、l2 の同型コピーを含む。